# Émilien Lafrance
Pour les articles homonymes, voir Lafrance.
Émilien Lafrance (né le 6 septembre 1911 à Danville, mort le 21 octobre 1977 au Lac Memphrémagog) est un homme politique québécois. Il a été député à l'Assemblée législative du Quécec de 1952 à 1970, ministre du Bien-être social du Québec de 1960 à 1961, ministre de la Famille et du Bien-être social du Québec de 1961 à 1965 et ministre d'État de 1965 à 1966.

## Honneurs
Doctorat honoris causa en droit de l'université de Sherbrooke.